# HMS Niord

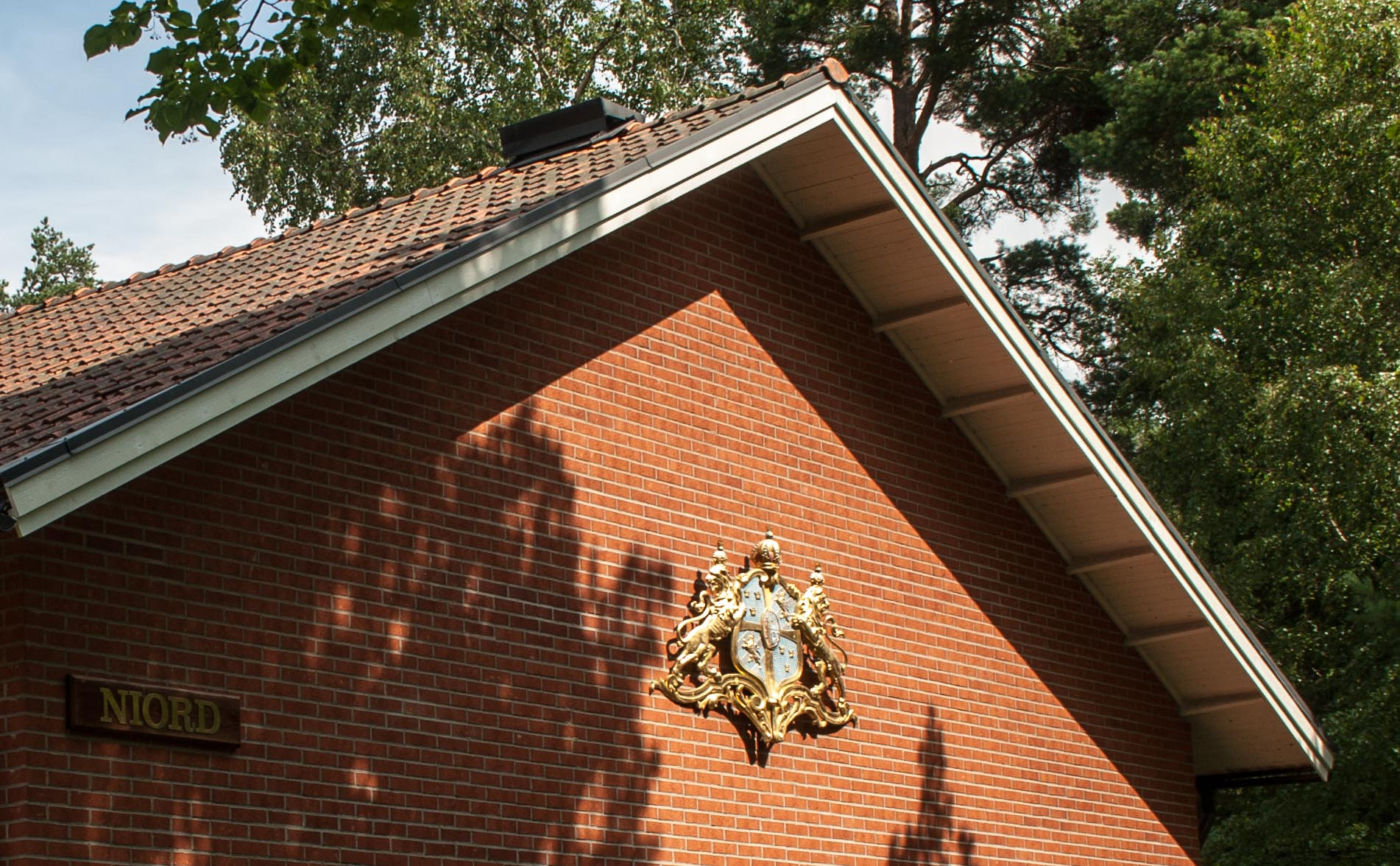
A Niord tatdísze a hajóról elnevezett épületen a bergai haditengerészeti támaszponton

A HMS Niord svéd páncélos hajó az Oden osztályba tartozott, testvérhajói a HMS Oden és a HMS Thor voltak. 1922-ig állt szolgálatban, majd laktanya-hajó lett, végül 1944-ben lebontották. Nevét testvérhajóihoz hasonlóan a skandináv mitológia egyik főistenéről, esetében Njörd tengeristenről kapta.

## Fegyverzete
Szolgálati ideje alatt eredeti fegyverzetét kétszer is lecserélték, modernizálták:
Eredeti
2 db 254mm/42cal Canet M/94C  ágyú
6 db 120mm/45cal Bofors Ssk M/94 ágyú
10 db 57 mm M/89|57mm/55cal. Finspång M/89B ágyú
2 db 25mm/35,5cal. Palmcrantz M/84 géppuska
4 db 8mm/105cal. Maxim géppuska M/1895
1 db 45,7 cm torpedóvetőcső M/93
1915
2 db 254mm/42cal Canet M/94C ágyú
6 db 120mm/45cal Bofors Ssk M/94
10 db 57 mm ágyú M/89|57mm/55cal. Finspång M/89B
2 db 37mm/39cal. ágyú M/98B
2 db 25mm/35,5cal. Palmcrantz géppuska M/84
4 db 8mm/105cal. Maxim géppuska M/1895
1939
2 db 254mm/42cal Canet M/94C ágyú
4 db 40mm/39cal. Vickers légvédelmi ágyú M/1924

## Fordítás
- Ez a szócikk részben vagy egészben a HMS Niord című svéd Wikipédia-szócikk ezen változatának fordításán alapul.  Az eredeti cikk szerkesztőit annak laptörténete sorolja fel. Ez a jelzés csupán a megfogalmazás eredetét és a szerzői jogokat jelzi, nem szolgál a cikkben szereplő információk forrásmegjelöléseként.